# Новониколаевка (Шевченковский район)
Новоникола́евка (укр. Новомиколаївка; с 1795 по 1895 — Чернещина) — село,
Новониколаевский сельский совет,
Шевченковский район,
Харьковская область, Украина.
Код КОАТУУ — 6325785501. Население по переписи 2001 года составляет 882 (391/491 м/ж) человека. В настоящее время фактически проживает 439 человек.
Является административным центром Новониколаевского сельского совета, в который не входят другие населённые пункты.

## Географическое положение
Село Новониколаевка находится на реке Русочка (в основном на левом берегу) и на левом берегу реки Гусинка. Выше по течению реки Гусинка на расстоянии в 4,5 км расположено село Егоровка, ниже по течению на расстоянии в 2,5 км расположено село Ивановка. У села расположено Новониколаевское водохранилище.

## История
- 1795 — дата основания как село Чернещина.
- 1895 — переименовано в село Новониколаевка.

## Объекты социальной сферы
- Детский сад.
- Школа.
- Клуб.
- Дом культуры.
- Фельдшерско-акушерский пункт.
- Больница.

## Достопримечательности
- Братская могила советских воинов. Похоронено 74 воина.

## Известные люди
- Боженко Александр Гаврилович (1915—1972) — Герой Советского Союза, родился в селе Новониколаевка; по другим данным — в селе Алексеевка (ныне Хвалынский район Саратовской области)[2].
- Штонда Григорий Егорович — Герой Советского Союза, родился в селе Новониколаевка.